# Флонярд
Флонярд (фр. flaugnarde), также известный как flagnarde, flognarde или flougnarde — французская десертная выпечка с фруктами. Считается разновидностью клафути, который обычно готовится из вишни с косточкой. Фланярд же готовится из яблок, персиков, груш, слив, чернослива или других фруктов.
Флонярд готовят в стеклянной или глиняной форме для запекания, обильно смазанной маслом, куда выкладываются фрукты или ягоды, покрытые густым тестом, похожим на тесто для флана. Сверху посыпается сахарной пудрой, его можно подавать как тёплым, так и холодным.

## Происхождение
Название происходит от окситанских слов fleunhe и flaunhard, которые оба переводятся как «мягкий» или «пушистый». Блюдо распространено во французских регионах Овернь, Лимузен и Перигор.